# Santa Casa de Misericórdia do Rio de Janeiro

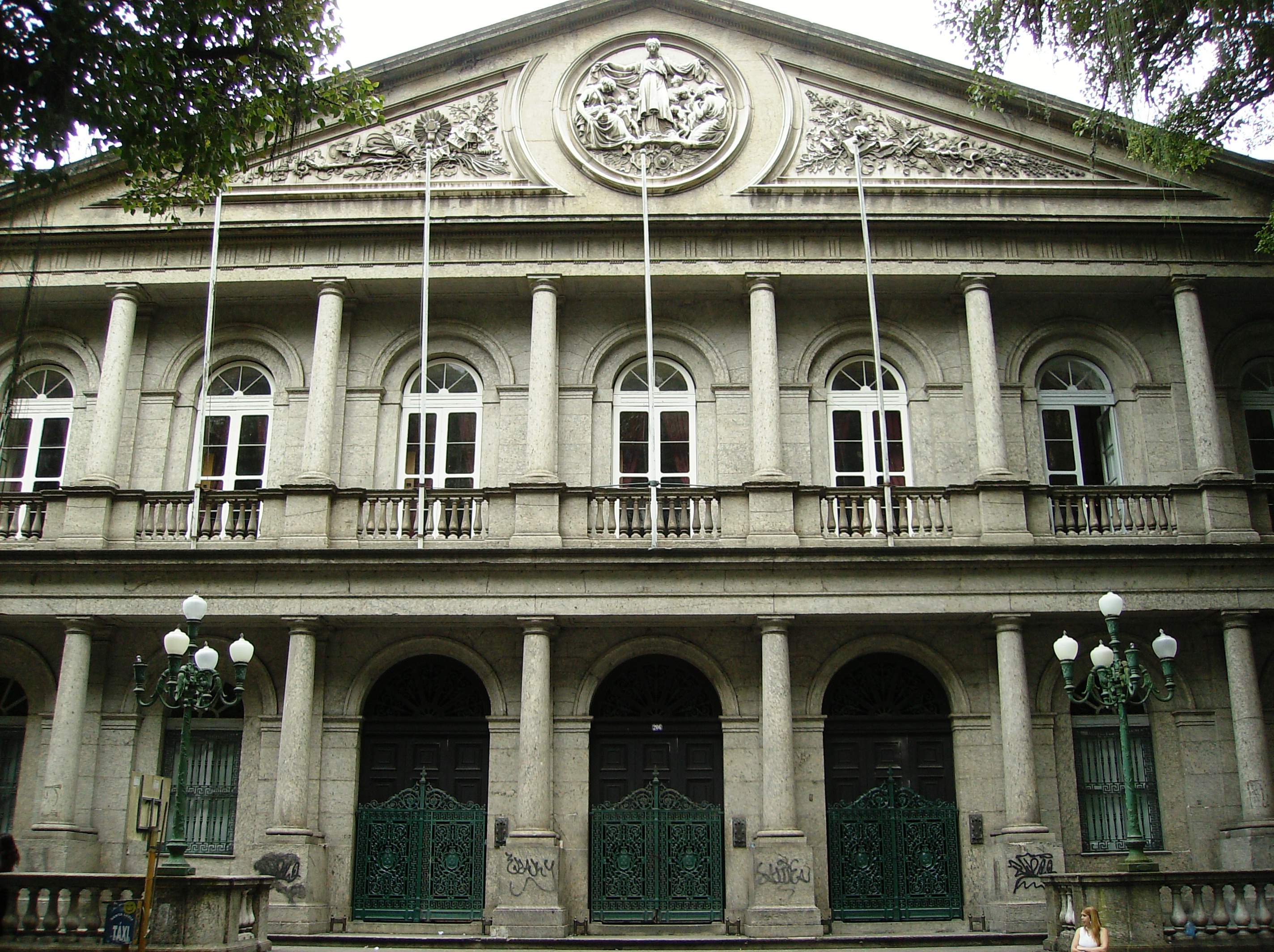
Fachada do Santa Casa de Misericórdia do Rio de Janeiro

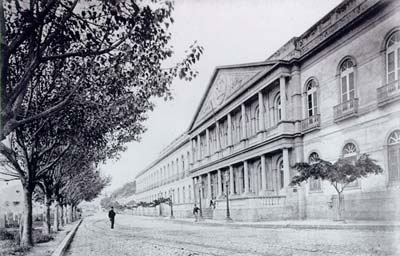
Santa Casa da Misericórdia do Rio de Janeiro (Fotografia de Marc Ferrez, 1880).

A Santa Casa da Misericórdia do Rio de Janeiro ComB é uma instituição de assistência médico-hospitalar do Rio de Janeiro, no Brasil, de propriedade da Irmandade de Nossa Senhora da Misericórdia e Santa Isabel, uma associação pública de fiéis católicos.
O hospital Santa Casa da Misericórdia do Rio de Janeiro é o mais antigo do Rio de Janeiro. A edificação é tombada pelo Instituto do Patrimônio Histórico e Artístico Nacional (IPHAN), Instituto Rio Patrimônio da Humanidade (IRPH) e Instituto Estadual do Patrimônio Cultural (INEPAC) desde 2015.
A Santa Casa da Misericórdia do Rio de Janeiro é uma entidade filantrópica e nada tem a ver com a maçonaria, apesar de seu penúltimo provedor ter sido o maçom, Dr. Dahas Zarur.  

## História
A sua fundação remonta às instalações organizadas pelo padre José de Anchieta quando da chegada, à cidade do Rio de Janeiro, da esquadra do almirante Diogo Flores de Valdés, em 24 de março de 1582 atacada de escorbuto. A unidade do Rio de Janeiro foi fundada em meados do século XVI, em data incerta, na Praia de Santa Luzia. A sua criação costuma ser atribuída por vários estudiosos ao padre José de Anchieta, da Companhia de Jesus, que chegara ao Brasil na esquadra do segundo governador-geral, Duarte da Costa, em 1553.
Em 2 de maio de 1959, foi feita Comendadora da Ordem de Benemerência de Portugal.